# Stary Paczków
Stary Paczków est une localité polonaise de la gmina de Paczków, située dans le powiat de Nysa en voïvodie d'Opole.